# Kushiro (stacja kolejowa)
Kushiro (jap. 釧路駅 Kushiro-eki) – główna stacja kolejowa w Kushiro, w prefekturze Hokkaido, w Japonii. Znajduje się ona na Głównej Linii Nemuro. Pociągi Głównej Linii Senmō również kończą tu swój bieg. Jednym z pociągów kursujących ze stacji jest Ōzora relacji Sapporo-Kushiro.

## Historia
Została otwarta 20 lipca 1901 roku.